# Perclorat de cesiu
Percloratul de cesiu este o sare a cesiului cu acidul percloric, cu formula CsClO4. Este o substanță solidă, de culoare albă, solubilă în apă fierbinte, dar greu solubilă în apă rece sau etanol.

## Proprietăți fizice

### Solubilitatea în apă
| Temperatura(°C)           | 0   | 8,5  | 14   | 25    | 40    | 50   | 60   | 70   | 99    |
| Solubilitate (g / 100 ml) | 0,8 | 0,91 | 1,91 | 1,974 | 3,694 | 5,47 | 7,30 | 9,79 | 28,57 |